# Grdijevići
Grdijevići (Grđevići) su naseljeno mjesto u općini Foči, Republika Srpska, BiH. Nalaze se dva kilometra od granice s Crnom Gorom, s desne strane rijeke Tare. 
Godine 1962. pripojeno im je naselje Pjelovci  (Sl. list NRBiH 47/62).

## Stanovništvo
| Narod     | Popis 1961. | Popis 1971. | Popis 1981. | Popis 1991. |
| --------- | ----------- | ----------- | ----------- | ----------- |
| Hrvati    |             |             |             |             |
| Muslimani | 136         | 91          | 50          | 28          |
| Srbi      | 50          | 159         | 96          | 78          |
| ostali    | 2           |             |             |             |
| Ukupno    | 188         | 250         | 146         | 106         |